# Aleksandr Korkin
Aleksandr Gawriłowicz Korkin (ros. Алекса́ндр Гаври́лович Ко́ркин, ur. 8 kwietnia 1927 we wsi Nieplujewka w rejonie kartalińskim w obwodzie czelabińskim, zm. 2011) – radziecki działacz partyjny.
Z pochodzenia Rosjanin. W 1949 ukończył Magnitogorski Instytut Górniczo-Metalurgiczny i został członkiem WKP(b), od 1949 był działaczem gospodarczym i partyjnym, 1972-1975 zajmował stanowisko ministra budownictwa przedsiębiorstw przemysłu ciężkiego Kazachskiej SRR. Następnie (1975-1976) sekretarz KC KPK, 1976-1979 II sekretarz KC KPK, 1979-1986 I sekretarz Komitetu Obwodowego KPK w Karagandzie, 1986-1991 I zastępca ministra przemysłu węglowego ZSRR. Od 3 marca 1981 do 2 lipca 1990 zastępca członka KC KPZR. Deputowany do Rady Najwyższej ZSRR 10 i 11 kadencji.